# The Element of Surprise
The Element of Surprise — четвертий студійний альбом американського репера E-40, виданий лейблами Jive Records та Sick Wid It Records 11 серпня 1998 р. Виконавчий продюсер: E-40. Платівка містить продакшн від Ента Бенкса, Майка Мослі, Ріка Рока, Сема Бостіка та ін. Реліз посів 4-те місце в чарті Top R&B/Hip-Hop Albums та 13-ту сходинку в чарті Billboard 200. У записі альбому взяли участь B-Legit, D-Shot, Suga-T, Jayo Felony, C-Bo, Mack 10, WC, Busta Rhymes, Levitti, Master P та ін. RIAA врешті-решт визнала реліз золотим.
Як сингл «Hope I Don't Go Back» видали 23 березня 1998, а «From the Ground Up» — 29 вересня 1998. На обидві пісні зняли відеокліпи.

## Список пісень

### Диск 1 (Жовтий)
1. «The Element of Surprise» — 4:21
2. «Trump Change» — 4:30
3. «All tha Time» (з участю B-Legit) — 3:21
4. «Dump, Bust, Blast» — 4:11
5. «Hope I Don't Go Back» (з участю Otis & Shug) — 4:38
6. «$999,999 + $1 = A Mealticket» — 4:32
7. «Money Scheme» (з участю Jayo Felony) — 6:20
8. «Zoom» — 4:09
9. «Mayhem» (з участю A-1) — 5:09
10. «Personal» (з участю Levitti, D-Shot, Suga-T та The Mossie) — 4:31
11. «My Hoodlumz & My Thugz» (з участю Mack 10 та WC) — 4:44

### Диск 2 (Помаранчевий)
1. «Do It to Me» (з участю Busta Rhymes) — 3:40
2. «Lieutenant Roast a Botch» (з участю Sylk-E. Fyne) — 4:41
3. «It's On, on Sight» (з участю C-Bo) — 4:13
4. «From the Ground Up» (з участю Too Short та K-Ci & JoJo) — 4:52
5. «Flashin'» — 4:54
6. «Doin' Dirt Bad» (з участю B-Legit) — 4:24
7. «Broccoli» (з участю Otis & Shug) — 4:07
8. «Jump My Bone» (з участю Bosko) — 3:57
9. «Back Against the Wall» (з участю Master P) — 4:16
10. «To da Beat» — 4:12
11. «Dirty Deeds» — 3:46
12. «Ballin' Outta Control» (з участю Levitti) — 4:22
13. «One More Gen» — 6:09

## Семпли
- «Broccoli»
  - «Your Love Takes Me Out» у вик. Cameo
- «Do It to Me»
  - «Do It to Me» у вик. Вернона Бьорча
- «From the Ground Up»
  - «Never Had a Love Like This Before» у вик. Tavares
- «Hope I Don't Go Back»
  - «Sun Goddess» у вик. Ремсі Льюїса
- «Jump My Bone»
  - «Pistolgrip-Pump» у вик. Volume 10
- «Lieutenant Roast a Botch»
  - «Don't Fight the Feeling» у вик. One Way
  - «Captain Save a Hoe» у вик. E-40
- «To Da Beat»
  - «Dope Fiend Beat» у вик. Too Short
- «Zoom»
  - «Zoom» у вик. Commodores

## Чартові позиції
| Чарт (1998)               | Найвища позиція |
| ------------------------- | --------------- |
| США                       | 13              |
| US Top R&B/Hip-Hop Albums | 4               |